# Andvakia insignis
Andvakia insignis is een zeeanemonensoort uit de familie Andvakiidae. De anemoon komt uit het geslacht Andvakia. Andvakia insignis werd in 1951 voor het eerst wetenschappelijk beschreven door Carlgren. 